# Classes de substantivos
Em linguística, classe de substantivo se refere a um sistema para agrupar os substantivos que existem em algumas línguas. Um substantivo pode pertencer a uma determinada classe em função de características tais como sexo (gênero), ser vivo ou não, formato, tamanho. Porém, o fato de um substantivo pertencer a uma ou outra classe é muitas vezes bem convencional. Alguns estudiosos consideram a  expressão "gênero gramatical" sendo  equivalente a classe de substantivo, porém fazem muitas diferenças entre esses dois conceitos..

## Noções gerais
Há três modos principais pelos quais as línguas naturais agrupam substantivos em classes:
- por similaridades de significado (critério semântico), o mais usado.
- por formas similares (morfologia).
- por convenção arbitrária.

É usual também uma combinação dos critérios acima, sendo um deles mais prevalente. As classes de substantivos formam um sistema de concordância nominal e a pertinência de um substantivo a uma classe varia conforme a língua e pode implicar em:
- afixos de concordância em adjetivos, pronomes, numerais que fazem parte de uma frase nominal.
- afixos de concordância de verbos.
- forma especial de pronome que substitui o substantivo.
- afixo no substantivo.
- palavra de classe específica numa sentença nominal ou num mesmo tipo de sentença nominal.

Por exemplo, as línguas românicas (com 2 gêneros, exceto romeno com 3), as germânicas e as eslavas (com 3 gêneros) expressam classe de substantivo na inflexão dos pronomes da 3ª pessoa do singular (algumas, como português, espanhol e francês, também 3ª do plural). Isso se reflete nos pronomes possessivos, no uso dos pronomes relativos “quem” e “de quem” , dos artigos, de alguns numerais, etc. e também nos sufixos que marcam o gênero feminino.
Há línguas classificadas como “sem gênero gramatical”, são aquelas onde  as classes de substantivos são expressas por outras palavras contidas nas frases. Nessas línguas sem inflexões por classe nominal, os substantivos (nomes) podem ser caracterizados por partículas.
Critérios
Os critérios mais comuns para distinguir definir classes de substantivos nas diversas línguas são:
- Seres vivos e inanimados – como na língua ojíbua.
- Racional e não racional – como na língua tâmil.
- humano e não-humano.
- humano, animal, outros (inanimados).
- macho e outros.
- macho humano e outros.
- masculino e feminino.
- masculino, feminino, neutro.
- forte e fraco.
- aumentativo e diminutivo.

## Casos de algumas línguas

### Línguas algonquinas
A língua ojíbua e outros membros das línguas algonquinas distinguem classes de seres vivos (animados) dos inanimados. Alguns estudiosos acreditam que essa diferença é em realidade entre seres poderosos e não-poderosos. Assim, todos os seres vivos, coisas sagradas e coisas ligadas à Terra são poderosas, são seres animados. Mesmo assim, a classificação é por vezes arbitrária, pois framboesa é "animada", mas morango é "inanimado".

### Línguas atabascanas
Em navajo (língua atabascana meridional) os substantivos são classificados de acordo com animacidade, forma e consistência. Em morfologia, porém, a distinção não é expressa nos próprios substantivos, mas nos verbos dos quais a palavra é sujeito ou objeto. Como exemplo, temos a frase Shi’éé’ tsásk’eh bikáa’gi dah siłtsooz, ‘minha camisa está em cima da cama’, o verbo siłtsooz, ‘está sobre’, é usado porque o sujeito shi’éé’, ‘minha camisa’, é um objeto plano (fino) e flexível. Mas na frase Siziiz tsásk’eh bikáa’gi dah silá, ‘Meu cinto está em cima da cama’, o verbo silá, ‘está’, é usado porque o sujeito siziiz,‘meu cinto’, é um objeto esguio (delgado, longo) e flexível.  
A língua koyukon (língua atabascana setentrional) tem um sistema ainda mais complexo de classificação. Como em navajo, seu sistema classificatório de substantivos que influi sobre a raiz verbal também classifica em animacidade, forma e consistência. Porém, além de atuar sobre a raiz dos verbos, também, esses verbos têm os chamados prefixos de gênero que classificam adicionalmente o substantivo. Ou seja, koyukon apresenta dois sistemas para classificar os substantivos:
- (a) sistema classificatório de verbos
- (b) sistema de “gênero”.

Como exemplo, a raiz verbal -tonhé usada para objetos dentro de algo. Quando -tonh se combina com diferentes gêneros, com prefixo pode resultar em daaltonh que se refere a objetos em caixas ou etltonh para objetos em sacolas ou bolsas.

### Aborígenes australianos
A língua dyirbal é bem notável por seu sistema de 4 classes de substantivos, que se dividem conforme as seguintes linhas semânticas: 
- I - seres animados, homens
- II - mulheres, água, fogo, violência (coisas ou seres perigosos)
- III - frutas e vegetais comestíveis
- IV - tudo o não classificável nas classes acima

A classe identificada como feminina, por exemplo, inclui o fogo, palavras relacionadas ao fogo, e também criaturas e fenômenos perigosos. Isso inspirou o livro de George Lakoff Women, Fire and Dangerous Things (ISBN 0-226-46804-6).
A língua ngangikurrunggurr tem classes de substantivos reservadas para caninos e para armas de caça. A língua enindhilyagwa tem classes para  coisas que refletem luz e na língua diyari há distinção apenas entre mulheres e outros objetos. 
A língua yaniuwa apresenta 16 classes para substantivos, incluindo nomes associados com comida, árvores, entidades abstratas, homens, coisas masculinas, mulheres, coisas femininas e outras. É uma língua com dois dialetos, um dos homens e um das mulheres, e no dialeto masculino as classes para homens e coisas masculinas se simplificam para uma única, a mesma que as mulheres usam só para homens.  

### Caucasianas
Algumas das línguas caucasianas do noroeste e quase todas as do nordeste apresentam classes de substantivos. Destas últimas somente as línguas lezgui, a udi e a agul não têm classes de substantivos. Algumas das línguas têm apenas duas classes, enquanto que a bats tem oito. A maior parte, no entanto, apresenta quatro classes, algo como gêneros: macho, fêmea, seres vivos e alguns objetos e os demais. A língua andi tem uma classe reservada para insetos. Dentre as caucasianas do noroeste, a língua abcázia faz distinção entre macho/humano e fêmea/não humano e a língua ubykh tem classes similares, mas as inflexões não são obrigatórias em todos os casos. Nas línguas caucasianas, a classe não é marcada no próprio substantivo, mas nos relacionados verbos, adjetivos, pronomes e preposições.

### Nigero-Congolesas
As línguas nígero-congolesas podem ter dez ou mais classes gramaticais, definidas por critério sem base em gênero sexual. Algumas classes, porém, são reservadas para humanos. A língua fula tem cerca de 26 classes de substantivos (a quantidade varia dentre os dialetos). Conforme o linguista Steven Pinker, a língua kivunjo tem 16 classes, incluindo algumas, por exemplo, para “locais precisos”, “locais genéricos”, para “grupos ou pares de objetos”, algumas para objetos que “vêm em pares ou conjuntos”, para “qualidades abstratas” e outras. 

#### Línguas bantas
Conforme Carl Meinhof, as línguas bantas (ou bantu) apresentam um total de 22 classes de substantivos, ditas “classes nominais” (noção criada por  Wilhelm Bleek). Embora nenhuma das línguas bantas expresse todas essas classes, a maioria das línguas tem pelo menos dez classes. Por exemplo, a língua chona tem 20 classes, o suaíle tem 15, sesotho do sul tem 18 e luganda tem 10, 17, ou 21 (varia de análise).
Especialistas em bantu enfatizam que há clara diferença entre “gêneros” (como os que se reconhecem das línguas afro-asiáticas e das línguas indo-europeias as classes nominais (como caso das línguas nígero-congolesas), línguas com classes nominais (de substantivos), dividem as palavras (substantivos) formalmente com base em significados “hiperônimos” ). A categoria de “classe nominal“ é muito ampla, pois substitui não somente a categoria de “gênero”, mas também a de “número” e de “caso gramatical”.
Críticos das definições de Meinhof assinalam que as quantidades de classes nominais por ele consideradas levam em conta o plural e o singular de uma mesma entidade como sendo diferentes classes, o que é inconsistente, incoerente, com o que é considerado tradicionalmente na maioria das línguas, onde número e gênero são “ortogonais”, não se misturam. Se assim fosse, dizem os detratores, o grego antigo teria nove gêneros. Assim, se considerarmos plural e singular de uma palavra com uma única classe, como ocorre com a maior parte das línguas, o suaíle teria 8 ou 9 classes, sesotho 11 e luganda apenas 10.
A avaliação numérica de Meinhof tende a ser usada em trabalhos científicos que tratam de comparações entre as diferentes línguas Bantas. Em Suaíle, por exemplo, a palavra rafiki, ‘amigo’, está considerada na classe 9 e seu plural é marafiki, da classe  6 – mesmo que a maioria dos substantivos da classe 9 tenham plural na classe 10.  Por isso, essas classes são muitas vezes referidas como combinações de formas singulares e plurais; ex.: rafiki seria classificada como classe “9/6”, indicando que é classe 9 no singular e 6 no plural.
Porém, nem todas línguas bantas apresentam tais exceções. Em luganda para cada classe singular há uma correspondente classe plural, exceto para uma classe que não tem distinção singular-plural. Há também algumas classes plurais que correspondem a mais de uma singular. Não há as exceções como em suaíle. Por essa razão, os linguistas do luganda usam sistema ortogonal de numeração de classes quando discutem a gramática da língua, diferente do contexto da comparação linguística das demais línguas bantas. Isso dá o número final mais consensual de dez classes. 
A distinção entre gêneros e classes de substantivos (ou nominais) fica mais difícil de ser entendida pelo fato de algumas exceções de línguas indo-europeias terem alguns substantivos que se comportam como o rafiki do suaíle. Na língua italiana, há, por exemplo, um grupo de substantivos oriundos de substantivos neutros do latim que agem como masculinos no singular, mas como femininos no plural. É o caso il braccio/le braccia; l'uovo/le uova. (alguns gramáticos os consideram como de gênero neutro).
Lista das classes de substantivos do Suaíle:
| Número da Classe | Prefixo         | Significado típico                                              |
| ---------------- | --------------- | --------------------------------------------------------------- |
| 1                | m-, mw-, mu-    | singular: pessoas                                               |
| 2                | wa-, w-         | plural: pessoas (corresp. plural classe 1)                      |
| 3                | m-, mw-, mu-    | singular: plantas                                               |
| 4                | mi-, my-        | plural: plantas (corresp. plural classe 3)                      |
| 5                | ji-, j-, Ø-     | singular: frutas                                                |
| 6                | ma-, m-         | plural: frutas (corresp. plural classes 15, 9, 11, raramente 1) |
| 7                | ki-, ch-        | singular: objetos, coisas                                       |
| 8                | vi-, vy-        | plural: objetos, coisas (corresp. plural classe 7)              |
| 9                | n-, ny-, m-, Ø- | singular: animais, coisas                                       |
| 10               | n-, ny-, m-, Ø- | plural: animais, coisas (corresp. plural classes 9 e 11)        |
| 11               | u-, w-, uw-     | singular: não claramente definida                               |
| 15               | ku-, kw-        | substantivos verbais                                            |
| 16               | pa-             | significado locativo: próximo a algo                            |
| 17               | ku-             | locativo indefinido ou significado de direção                   |
| 18               | mu-, m-         | significado locativo: dentro de algo                            |

“Ø-” significa ‘sem prefixo’. Há algumas classes homônimas (ex. 9 e 10) no prefixo. A antiga classe protobanta 12 despareceu em Suaíle. A classe 13 foi absorvida pela 7 e a 14 pela 11.
Prefixos de classe se apresentam em verbos e em adjetivos. Exemplos::
Kitabu kikubwa kinaanguka. (cl.7-livro cl.7-grande cl.7-PRESENTE-cair) 

‘O livro grande cai.’
O marcador de classe ao aparecer em adjetivos e verbos pode diferir daqueles de substantivos: 
Mtoto wangu alikinunua kitabu. (cl.1-filho(a) cl.1-meu cl.1-PASSADO-cl.7-comprar cl.7-livro) 

‘Meu filho(a) comprou um livro.’
Nesse exemplo, o prefixo a- e o prefixo pronominal wa- estão concordando com o prefixo nominal m-: todos expressam classe 1 embora tenham formas diferentes.

#### Zande
Em zande são quatro as classes de substantivos:
| Critério       | Exemplo | Significado |
| -------------- | ------- | ----------- |
| humano (macho) | kumba   | homem       |
| humano (fêmea) | dia     | esposa      |
| ser vivo       | nya     | besta       |
| outros         | bambu   | casa        |

Há cerca de 80 substantivos inanimados na classe de seres vivos (animados) que incluem coisas, objetos, fenômenos, etc. que são objeto de devoção (lua, trovão), objetos de metal (martelo, anel), vegetais comestíveis (batata-doce, ervilha) e outros objetos (apito, bola). Muitas dessas exceções têm forma arredondada e algumas têm origem na mitologia zande.
Essa quantidade de 4 classes é pequena se comparada com, por exemplo, aos 5 (no caso gêneros) do polonês (masc-homem, masc-animado, masc-inanimado, feminino, neutro).

## Classe versus gênero
Alguns linguistas consideram gênero como casos particulares e mínimos de conjuntos de classes de substantivos com apenas 2 a 4 classes (5 no caso do polonês). Assim, os chamados gêneros não seriam mais do que instâncias das classes. Nem todos especialistas, porém, fazem distinção entre gênero e Classe, usando termo gênero para ambos os casos. 
Nas línguas com gênero, o “gênero” é uma categoria seletiva para os substantivo, o que implica que todos os substantivos podem ser divididos e separados em grupos, em função desse gênero. Com exemplo, a palavra Polonesa ręcznik, ‘toalha’, tem gênero masculino inanimado, enquanto que homens e animais do sexo masculino são respectivamente dos gêneros masculino humano e masculino animal. Encyklopedia, ‘enciclopédia’  é do gênero feminino, que inclui fêmeas humanas, fêmeas animais e objetos tidos com femininos. Krzesło, ‘cadeira’, tem o gênero neutro, que inclui animais e objetos neutros e animais a ainda a palavra para “criança”. A palavra gênero deriva do Latim que significa ‘tipo’, sem um sentido obrigatoriamente sexual. Por exemplo, em sueco os substantivos podem ter gênero “comum” e “neutro”, sendo tanto homens como mulheres do gênero dito “comum”. 
Numa língua que tem gênero gramatical, a mudança de gênero de um substantivo causa variações morfológicas em adjetivos, artigos e outras partes “variáveis” das frases, inclusive do verbo ao qual se refere a ação. Há também palavras como advérbios, preposições, conjunções e outras que não apresentam concordância (variação) de gênero. Ainda em polonês, temos um exemplo, o do adjetivo que significa grande e que tem três diferentes formas no caso nominativo: (M) duży ręcznik ‘toalha grande’, (F) duża encyklopedia ‘enciclopédia grande’, (N) duże krzesło ‘cadeira grande’.

## Classe versus classificadores
Algumas línguas têm um sistema especial, dito de classificadores, o qual tem um elaborado conjunto de partículas gramaticais que separam os substantivos com base em forma e função, mas são morfemas e não afixos. É o caso do chinês, do japonês e do tailandês. Como as classes definidas por essas pequenas palavras classificatórias não causam variações em outros contextos, muitos linguistas não as classificam como gêneros gramaticais. 

## Lista por tipo de classificação de substantivos

### Línguas com classes de substantivos
- todas línguas bantas tais como:
  - Luganda: dez classes chamadas simplesmente Classe I a Classe X e que apresentam todos tipos arbitrários de grupos, com limites difíceis de definir em alguns casos, geralmente caracterizados como pessoas, objetos longos, animais, objetos diversos, objetos grandes e líquidos, objetos pequenos, idiomas, pejorativos, infinitivos verbais, massas (materiais). Há ainda quatro locativos. Uma análise alternativa feita por Meinhof contou singulares e plurais em separado e chegou a 21 classes, incluindo aí os 4 locativos.
  - Quicuio
  - Suaíle
  - Zulu
- Bats (caucasiana)
- Dyirbal (australiana): masculino, feminino, vegetal, outros. (alguns linguistas não consideram o sistema de classes do Dyirbal como gênero gramatical.)
- Fula (Fulfulde, Pulaar, Pular)

### Línguas construídas com classes
- Arahau (20 classes de substantivos)
- Klingon

### Línguas sem classes de substantivos ou gênero
| - Afrikaans - Altaicas - Armênio - Basco - Bengali - Bislama - Bugis - Burmês - Cantonês - Cebuano - Línguas yupik centrais - Chinês - Chol - Inglês (há traços de distinção entre masculino/feminino/neutro do Inglês antigo apenas nos pronomes pessoais "he", "she", "it" e pronomes relacionados) - Esperanto (inclui um sistema pronomes pessoais "naturais" com gênero,como em inglês, mas sem outras conseqüências morfológicas) - Estoniana - Filipino - Finlandês - Georgiano - Guarani - Havaiano - Húngara - Hurriano - Ido - Ilocano - Indonésio - Interlíngua - Japonês | - Canará - Khmer - Coreano - Lao - Lojban - Malgaxe - Malaio - Malaala - Makassar - Mandar - Línguas mandês - Papiamento - Persa - Náuatle - Pirarrã - Quíchua - Quenya (ficitícia) - Sindarin (ficitícia) - Sinhala - Línguas lapônicas - Tâmil - Telugu - Tetum - Tailandês - Tlingit - Tok Pisin - Toki Pona (artificial) - Túlu - Turco - Tzotzil - Tzeltal - Idioma de Urartu - Vietnamita - Iorubá |  |